# Slovak Telekom
Slovak Telekom, a.s. – słowacki dostawca usług telekomunikacyjnych z siedzibą w Bratysławie.
Przedsiębiorstwo zostało założone w 1999 roku. W 2010 r. doszło do fuzji T-Mobile Slovensko i Slovak Telekom.